# Anania
Anania é um gênero de mariposa pertencente à família Crambidae.